# Бойков В'ячеслав Григорович
Бо́йков В'ячесла́в Григо́рович (нар. 19 квітня 1947 — пом. 4 лютого 2012) — музикант, піаніст, педагог, заслужений діяч мистецтв України, кавалер «Ордена Дружби» Російської Федерації.

## Біографія
Переможець двох Всеукраїнських конкурсів (1964 і 1968 р.). Закінчив з відзнакою Київську держ. консерваторію ім. П. І. Чайковського по класу проф. Всеволода Володимировича Топіліна, асистентуру-стажування (1970–1974) — під керівництвом Народної артистки Росії проф. Тетяни Петрівни Кравченко.
Стажувався у Московській консерваторії ім. П. І. Чайковського у Народного артиста Росії професора Дмитра Башкірова в 1981 р. і Народного артиста СРСР професора Євгена Малініна в 1989 р.
З 1991 р. — завідувач кафедрою спеціального фортепіано, професор Донецької державної музичної академії ім. С. С.  Прокоф'єва.

## Учні професора Бойкова
З 1974 р. В. Г.  Бойков підготував понад 100 музикантів, серед яких відомі в Україні піаністи і педагоги. Його учні завоювали нагороди на Всеукраїнських та міжнародних конкурсах (всього — 123), 42 нагороди на конкурсах виконавців, у тому числі в тому числі 8 Перших премій і Гран-Прі на міжнародних конкурсах. Випускники класу В. Г.  Бойкова успішно виступали на конкурсах в Бельгії, Білорусі, Німеччині, Греції, Ірландії, Італії, США, Україні, Франції. Серед нагород, завойованих учнями проф. Бойкова, слід зазначити перемоги на конкурсах під егідою Міжнародної Федерації EMCI — «Ібла-Рагуза Гран-Прі» (Італія 1994 і 1995 рр. — О.Скидан), Гран-Прі конкурсу Caroline Elizabeth Reilly Memorial Cup (Ірландія, Дублін 1995, О.Скидан), 1 премія V конкурсу Пам'яті Володимира Горовіца (Київ, 2003, Д.Писаренко).
Випускниця класу професора Бойкова В. Г. Тетяна Урсова завоювала престижну міжнародну стипендію Фонду Марусі Яворської (Канада). Т.Урсова блискуче закінчила аспірантуру Лондонської Королівської музичної академії, захистила докторську дисертацію в Лондонському Королівському університеті. Викладає у Лондонській Королівській музичній академії.

## Творчий доробок
Під редакцією В. Г.  Бойкова видані збірники фортепіанних творів І. Брамса, Р. Вагнера, К. Вебера, А. Лядова и А. Хачатуряна.
Крім України, він як піаніст виступав у Словаччині, Німеччині, Росії, Норвегії, має записи на Українському радіо та телебаченні.
В. Г.  Бойков — член Національної Всеукраїнської музичної спілки — голова асоціації піаністів-педагогів Донбасу.
З 1991 р. — художній керівник і директор «Конкурсу молодих піаністів на батьківщині Сергія Прокоф'єва», створеного асоціацією піаністів-педагогів Донбасу при підтримці Українського фонду культури. З 1999 р. цей конкурс отримав статус міжнародного і проводиться кожного непарного року.
Спільно з Російською громадою України був організатором концертів «Звучит великая русская музыка», в яких беруть участь відому музиканти Донецька — солісти Донецького академічного театру опери і балету, а також молоді музиканти-лауреати міжнародних конкурсів.
17.03. 2007 р. Президент Російської Федерації В. В.  Путін нагородив В. Г.  Бойкова орденом Дружби за внесок у розвиток українсько-російських культурних зв'язків та пропаганду російської культури в Україні.